# Krasni Iar (Krasnoiarsk)
|  | Per a altres significats, vegeu «Krasni Iar». |

Krasni Iar (en rus: Красный Яр) és un poble del krai de Krasnoiarsk, a Rússia, segons el cens del 2010 tenia 141 habitants. Pertany al districte municipal d'Àban.